# 格拉尼特維爾歷史區 (康乃狄克州沃特福克)
格拉尼特維爾（英語：Graniteville）是位於美國康乃狄克州新倫敦縣的一個歷史區。該地的面積和人口皆未知。

## 地理
格拉尼特維爾的座標為41°20′06″N 72°09′13″W / 41.33500°N 72.15361°W，而該地的平均海拔高度為14米（即46英尺）。